# Lampadena luminosa
Lampadena luminosa är en fiskart som först beskrevs av Garman, 1899.  Lampadena luminosa ingår i släktet Lampadena och familjen prickfiskar. Inga underarter finns listade i Catalogue of Life.